# Maria Stangl
Maria Stangl (* 27. Mai 1928 in Roßhof, Untersteiermark; † 12. August 2017 in Preding) war eine österreichische Politikerin (ÖVP) und Landwirtin. Stangl war von 1979 bis 1986 Abgeordnete zum Nationalrat. 
Stangl besuchte nach der Pflichtschule eine Handelsschule und bildete sich an der einjährigen land- und forstwirtschaftlichen Fachschule weiter. Sie besuchte Volkshochschulkurse für Landwirte in Deutschland und legte 1958 die Meisterprüfung für ländliche Hauswirtschaft ab. Stangl absolvierte ihre landwirtschaftliche Praxis als Wirtschaftsangestellte in der Weinbauschule Silberberg und war Hauswirtschaftsreferentin im Landwirteverband Graz sowie von 1951 bis 1959 Mitarbeiterin in der bäuerlichen Standesschule Raiffeisenhof in Graz. Ihr wurde der Berufstitel Ökonomierätin verliehen.
Stangl war von 1950 bis 1957 erste Landesleiterin der Steirischen Landjugend und gehörte dann von 1967 bis 1980 dem Gemeinderat von Preding an. Zudem war sie zwischen 1974 und 1980 Vizebürgermeisterin. Sie fungierte zudem ab 1963 als Stellvertretende Landesleiterin der Österreichischen Frauenbewegung der ÖVP Steiermark, war ab 1964 Mitglied des Vorstandes des Steirischen Bauernbundes und Kammerrätin der Landeskammer für Land- und Forstwirtschaft für Steiermark. Ab 1976 wirkte sie zudem als Vorsitzende des Hauswirtschaftsbeirates der Landeskammer für Land- und Forstwirtschaft für Steiermark. Stangl vertrat die ÖVP vom 13. Februar 1979 bis zum 6. Oktober 1986 im Nationalrat.